# Sint-Alfonsuskerk (Paramaribo)

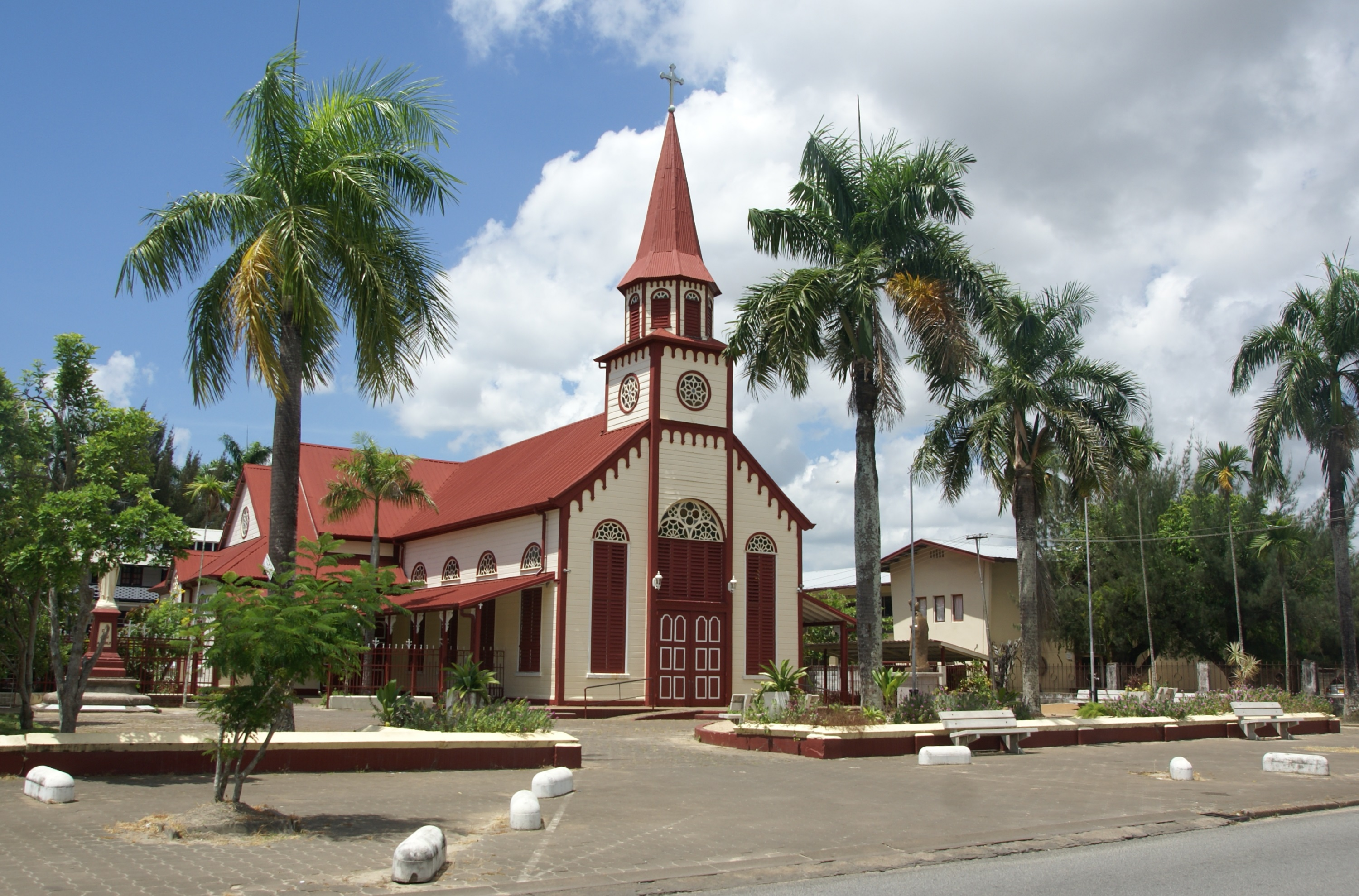
Sint-Alfonsuskerk in 2016.

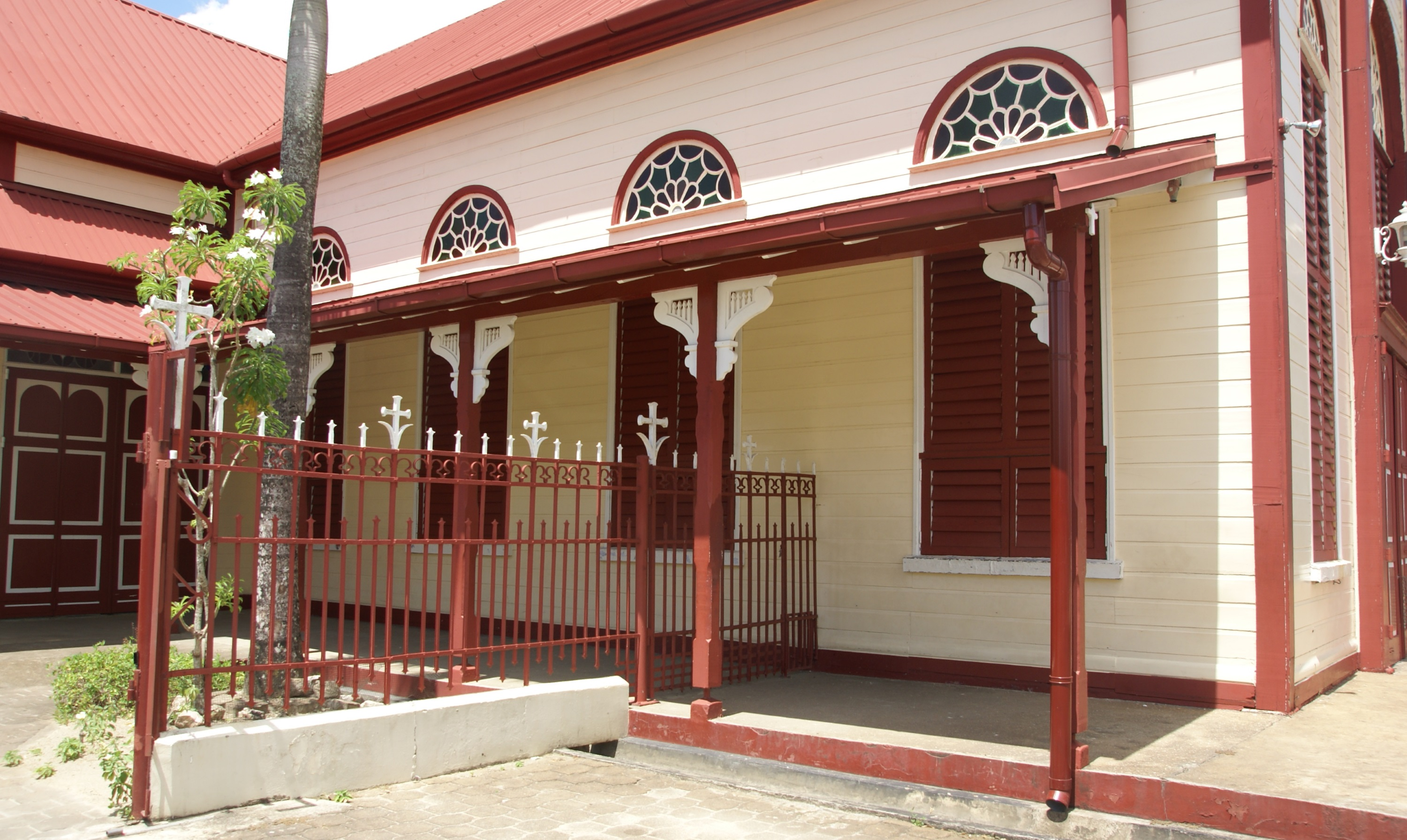
Houten galerij aan de zijkant.

De Sint-Alfonsuskerk, ook wel Sint Alfonskerk, is een rooms-katholiek kerkgebouw uit 1928, gelegen aan de Verlengde Keizerstraat 65 in Paramaribo, Suriname. Dit gebouw bevindt zich in de historische binnenstad van Paramaribo.

## Geschiedenis
In 1928 werd de Sint-Alfonsuskerk door de Creoolse timmer- en bouwmeester Louis Wittenberg gebouwd. Deze kerk verving een eerdere kerk op deze locatie, die ontworpen was door frater Frans Harmes en op 18 april 1892 ingewijd was. De kerk is vernoemd naar Alfonsus van Liguori.
Aan het begin van de 21e eeuw werden de zijbeuken vergroot, omdat de regengevels verrot waren bij gebrek aan dakoverstekken. Om dit in het vervolg tegen te gaan, zijn open houten galerijen gerealiseerd aan weerszijden van de kerk.

## Bouw
De Sint-Alfonsuskerk is een kruiskerk met toren. De kerk is niet georiënteerd aangezien de lange as van de kerk zuidoost-noordwest loopt. De toren bevindt zich op het schip aan de noordwestelijke zijde. De zijbeuken zijn voorzien van galerijen van groen- en bruinhart.
Het interieur is op initiatief van de toenmalige pastoor en latere bisschop Wim de Bekker verrijkt met een schilderij van de kruisiging door Leo Wong Loi Sing, polychrome lampen door Jules Brand-Flu en de zuilen bij het altaar zijn versierd met bosnegerhoutsnijwerk uit Pikin Slee.

## Galerij

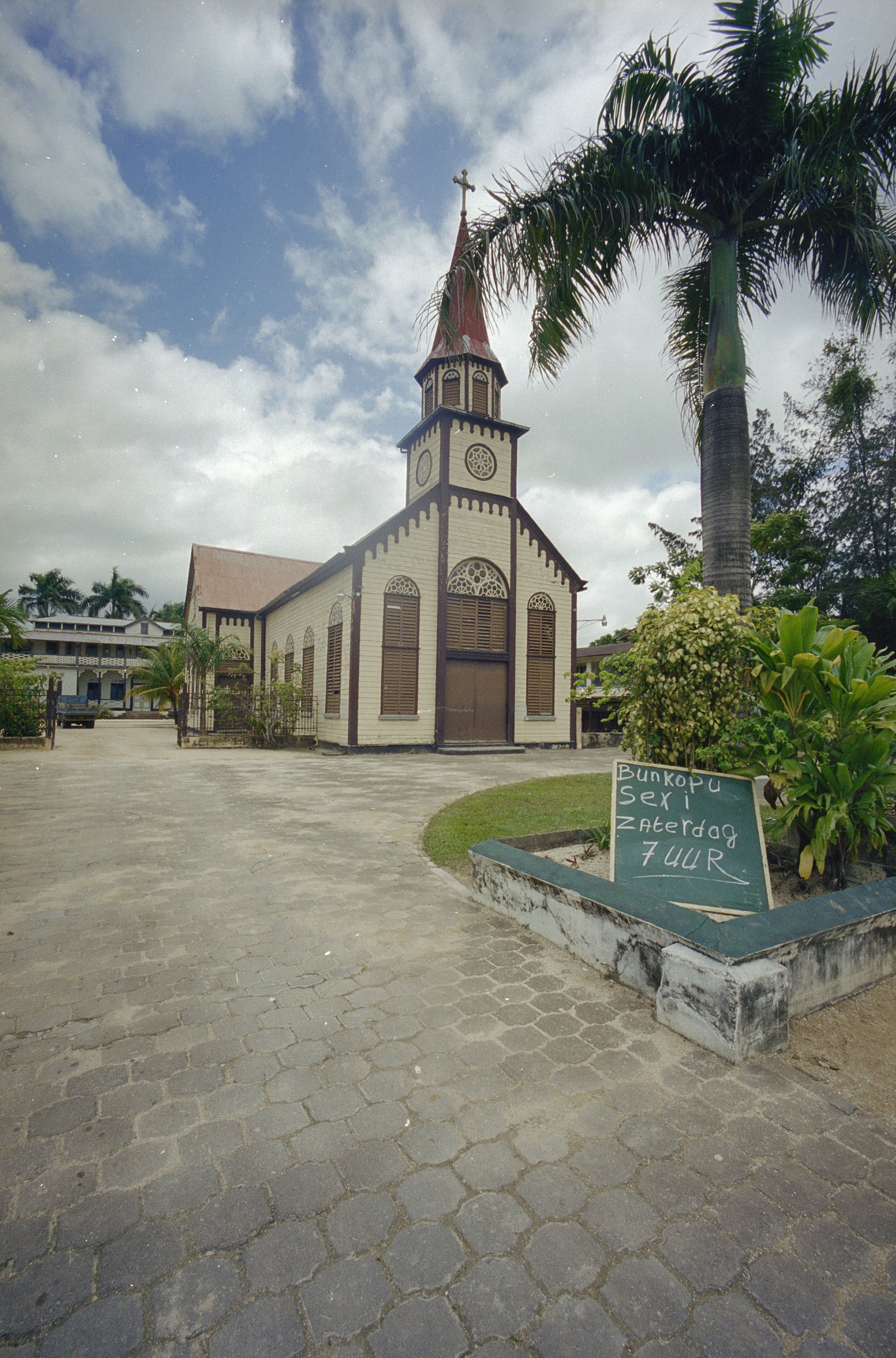
De kerk in 2000
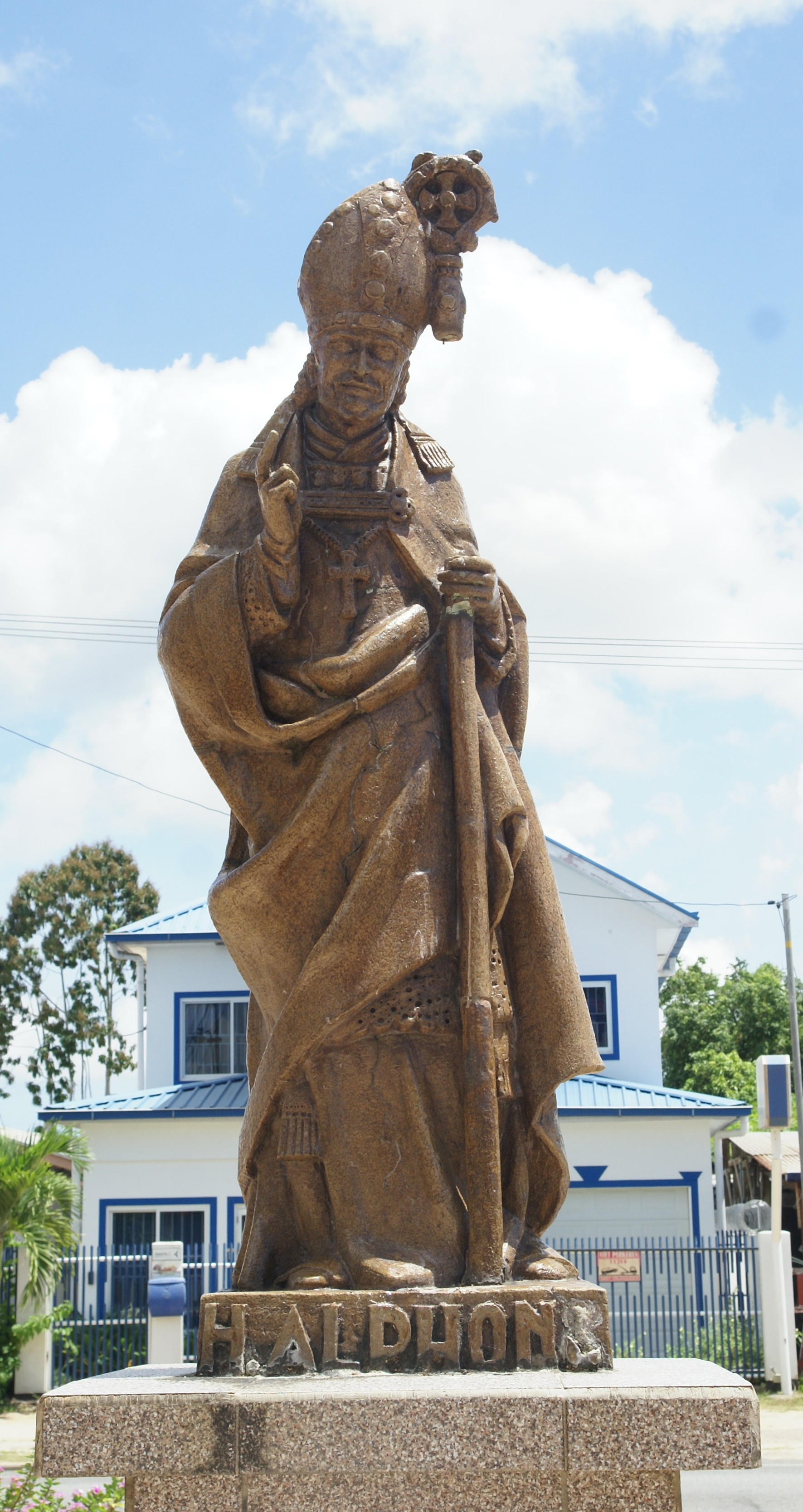
Beeld van de H. Alphons
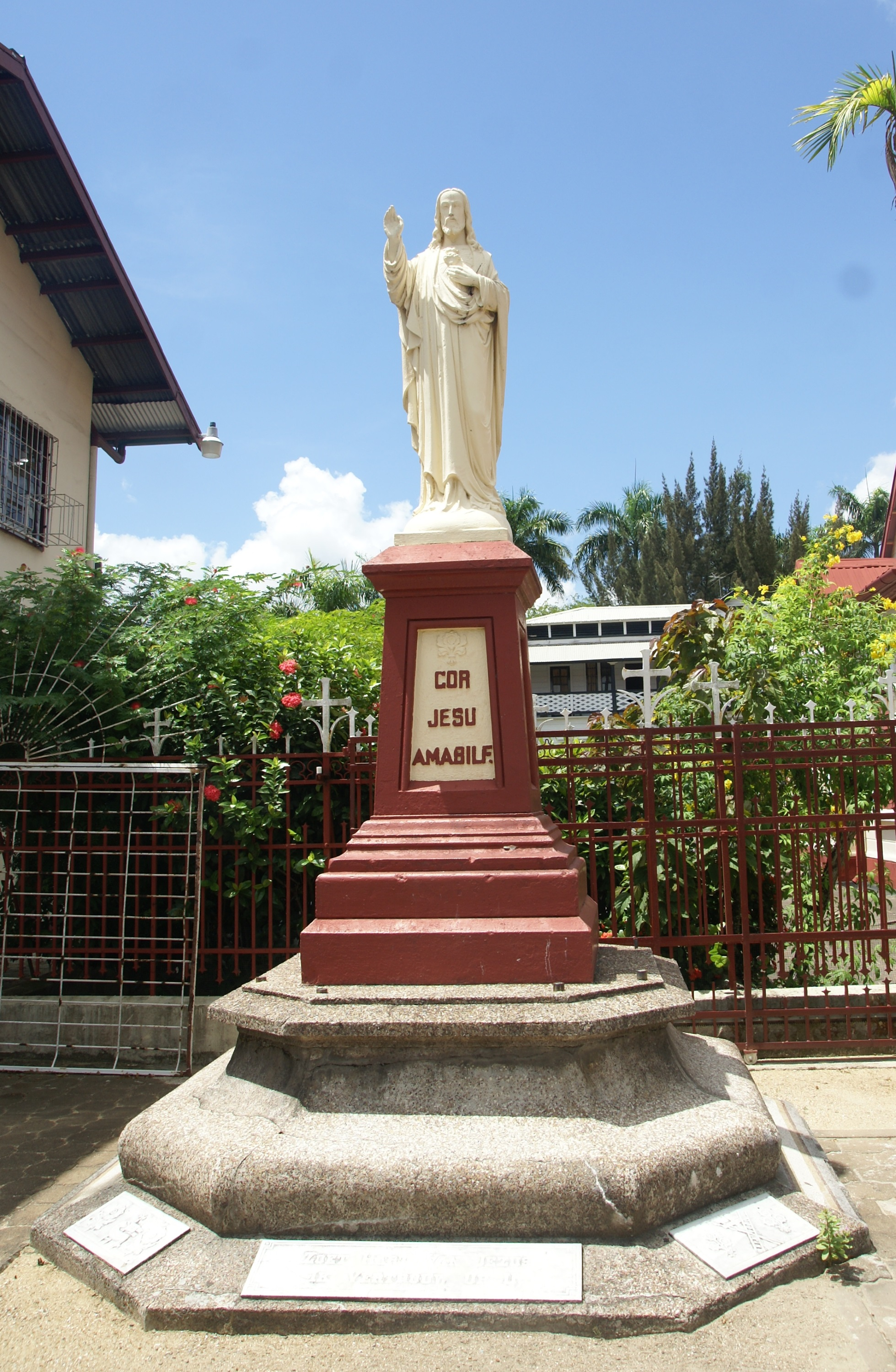
Heilig Hartbeeld met de tekst cor jesu amabilf.